# Referéndum de ampliación del Canal de Panamá de 2006
El Referéndum de ampliación del Canal de Panamá fue realizado en Panamá el 22 de octubre de 2006 y en él se aprobó una propuesta para la expansión del Canal de Panamá.

## Antecedente constitucional
De acuerdo con el artículo 325 de la constitución de Panamá, cualquier propuesta de construcción de un tercer juego de esclusas o ya sea un Canal a nivel en la ruta existente que proponga la Autoridad del Canal de Panamá, tiene que ser aprobado por el órgano ejecutivo y ser sometido a la Asamblea Nacional de Diputados de Panamá para su aprobación. De ser aprobado por ésta, finalmente deberá ser aprobado en un referéndum nacional realizado no antes de 90 días luego de ser aprobado por la Asamblea.

## La Propuesta
La Propuesta para la ampliación del Canal de Panamá fue presentada al pueblo panameño el 24 de abril de 2006 por el Presidente Martín Torrijos luego de años de estudios por la Autoridad del Canal de Panamá (ACP). Si se aprueba, la ampliación sería el proyecto de construcción más grande en el Canal desde su construcción original. Además, el proyecto doblaría la capacidad del Canal y por ende permitiría mayor tráfico.
El proyecto crearía una nueva línea de tráfico a lo largo del Canal a través de la construcción de un juego de esclusas. Los detalles del proyecto incluyen los siguientes componentes integrados: 
- La construcción de dos complejos de esclusas - una del lado Pacífico y otra del lado Atlántico - cada una con 3 cámaras, que incluyen tres tinas de reutilización de agua en cada cámara;
- La excavación de tres nuevos canales de acceso a las nuevas esclusas y el ensanchamiento de los canales de navegación existentes y
- La profundización de los canales de navegación y la elevación del nivel de operación máximo del Lago Gatún.[2]

De acuerdo con la ACP, el proyecto tendría un costo estimado de 5 mil millones de dólares, sería auto financiado por incremento de los peajes y tomaría aproximadamente 7 a 8 años construirse.

## Pregunta del referéndum
El referéndum utilizó una papeleta única de votación, dividida por la mitad, con la opción Sí a la izquierda con un fondo verde y No a la derecha con un fondo rojo. Arriba de estas dos opciones se leía el siguiente texto:
¿Aprueba usted la propuesta de construcción del tercer juego de esclusas en el Canal de Panamá?.

## Campaña
La oposición al proyecto cuestionó los estimados de costo del gobierno y expresó sus temores de que la corrupción echase por tierra el proyecto. Pero la campaña de los grupos a favor, que estaban compuestos por distintos agentes sociales, ya que el Gobierno no tenía autorización de abogar por el Sí, fue mucho más intensa. La publicidad mostraba el voto Sí como un voto por el futuro del país y de los niños de Panamá. Sin un Canal expandido, argumentaban, el tráfico de barcos encontraría otras rutas y que la creciente economía panameña se secaría.

## Votación
La votación transcurrió sin incidencias que pudieran haber empañado los resultados. La participación electoral fue muy baja, con una abstención cercana al 57%. 
La votación se llevó a cabo según lo planeado, de 7 de la mañana a las 4 de la tarde, aunque la jornada electoral se extendió para todas aquellas personas que en el momento del cierre de las urnas se encontraran esperando su turno y no hubieran podido votar. Los resultados extraoficiales fueron dados a conocer por el Tribunal Electoral a escasos 30 minutos después de que terminase la votación. Este sistema de transmisión extraoficial de resultados consiste en una serie de centros colectores de datos que se comunican con la sala de prensa del tribunal en la Ciudad de Panamá. Estos centros reciben los resultados extraoficiales a través de teléfono, celular y otros medios, mientras que los resultados oficiales inician su viaje hasta los centros de escrutinio. Este sistema había probado ser altamente exitoso en elecciones previas, dando el resultado casi igual que el conteo oficial. Bajo este sistema, para las 6 de la tarde (2 horas después de terminada la votación), los resultados de aproximadamente 25% de las mesas electorales eran conocidos y se conoció la aprobación del proyecto. Sin embargo, los resultados oficiales son responsabilidad de la Junta Nacional de Escrutinio y se demoraron algunos días (3) mientras las actas oficiales viajaban hasta la ciudad de Panamá.

## Resultados
Los siguientes resultados oficiales fueron dados por la Junta Nacional de Escrutinio.

## Encuestas
Las fechas anotadas son normalmente las fechas en que se concluyeron las encuestas, no las fechas de publicación. La mayoría de fuentes noticiosas y políticas usan por convención la última fecha de realización de la encuesta para establecer la inclusión/exclusión de eventos de actualidad. Sólo se incluyen encuestas realizadas después de darse a conocer la propuesta (24 de abril de 2006). 
| Empresa encuestadora | Fecha                   | Enlace                                                                                                 | Sí    | No    | Indecisos |
| Dichter & Neira      | 8 de octubre de 2006    | PDF | 79%   | 21%   |           |
| PSM Sigma Dos        | 3 de octubre de 2006    | HTML                                                                                                   | 72%   | 21%   | 7%        |
| CID Gallup           | 2 de octubre de 2006    | HTML                                                                                                   | 77%   | 10%   | 13%       |
| PSM Sigma Dos        | 6 de septiembre de 2006 | HTML                                                                                                   | 66%   | 23%   | 11%       |
| Dichter & Neira      | 3 de septiembre de 2006 | HTML                                                                                                   | 63,9% | 24,8% | 11,3%     |
| Dichter & Neira      | 3 de septiembre de 2006 | HTML                                                                                                   | 62,7% | 33,7% | 3,6%      |
| Dichter & Neira      | 6 de agosto de 2006     | HTML                                                                                                   | 54,4% | 17,1% | 28,5%     |
| PSM Sigma Dos        | 10 de julio de 2006     | HTML (enlace roto disponible en Internet Archive; véase el historial, la primera versión y la última). | 66%   | 23%   | 11%       |
| Dichter & Neira      | 4 de junio de 2006      | HTML                                                                                                   | 57,9% | 19,8% | 22,3%     |
| Dichter & Neira      | 8 de mayo de 2006       | HTML                                                                                                   | 57,3% | 27,2% | 15,5%     |

1. ↑  Esta encuesta fue realizada con una simulación de la votación, utilizando una papeleta similar a la que se utilizará el 22 de octubre, con voto secreto.  Las personas que dijeron que definitivamente no iban a votar (16%) fueron excluidas de esta simulación.  Este ejercicio no tuvo votos en blanco o nulos.
2. ↑  En esta encuesta la pregunta se hizo en voz alta y se anotó el resultado.
3. ↑  En esta ocasión a estas mismas personas se les ofreció una papeleta para hacer también una simulación del voto. Las personas que no iban a votar fueron excluidas (7,8%).